# Reaktor fuzyjny
Reaktor fuzyjny – reaktor jądrowy realizujący kontrolowaną syntezę termojądrową lekkich jąder, na przykład jąder trytu z jądrami deuteru (tzw. fuzji), w wyniku której powstaje jądro helu, wolny neutron i uwalnia się duża ilość energii. Do poprawnego działania reaktora potrzebne są potężne elektromagnesy mające na celu utrzymanie plazmy z dala od ścian reaktora.
Do tej pory nie udało się skonstruować reaktora fuzyjnego działającego efektywnie, tj. dającego zysk energii i działającego w sposób ciągły.
Obecnie trwające projekty to m.in. ITER (Międzynarodowy Eksperymentalny Reaktor Termonuklearny) we Francji i EAST (ang. The Experimental Advanced Superconducting Tokamak) w Chinach.